# Alba Riera i Roura
Alba Riera i Roura   (Vic, 2008) és una esportista catalana que competeix en bicitrial. Va guanyar una medalla de bronze al Campionat del Món de ciclisme urbà de 2023 amb quinze anys a Glasgow i una medalla de plata al Campionat d'Europa de ciclisme de muntanya de 2023 a Poprad.
El desembre de 2024, Riera es va proclamar campiona mundial absoluta de bicitrial a Abu Dhabi amb només setze anys, en la seva segona temporada a la màxima categoria.